# Referèndum sobre el projecte de metròpolis d'Osaka de 2015
El Referèndum sobre el projecte de metròpolis d'Osaka de 2015 fou un referèndum celebrat a Osaka el 17 de maig de 2015. En el cas d'una eventual victòria del "sí", la ciutat d'Osaka seria reorganitzada en districtes especials similars als de Tòquio, l'anomenat "projecte metropolità d'Osaka". La proposta va ser desestimada al referèndum per un estretíssim marge de 10.741 vots (0,76%).

## Antecedents

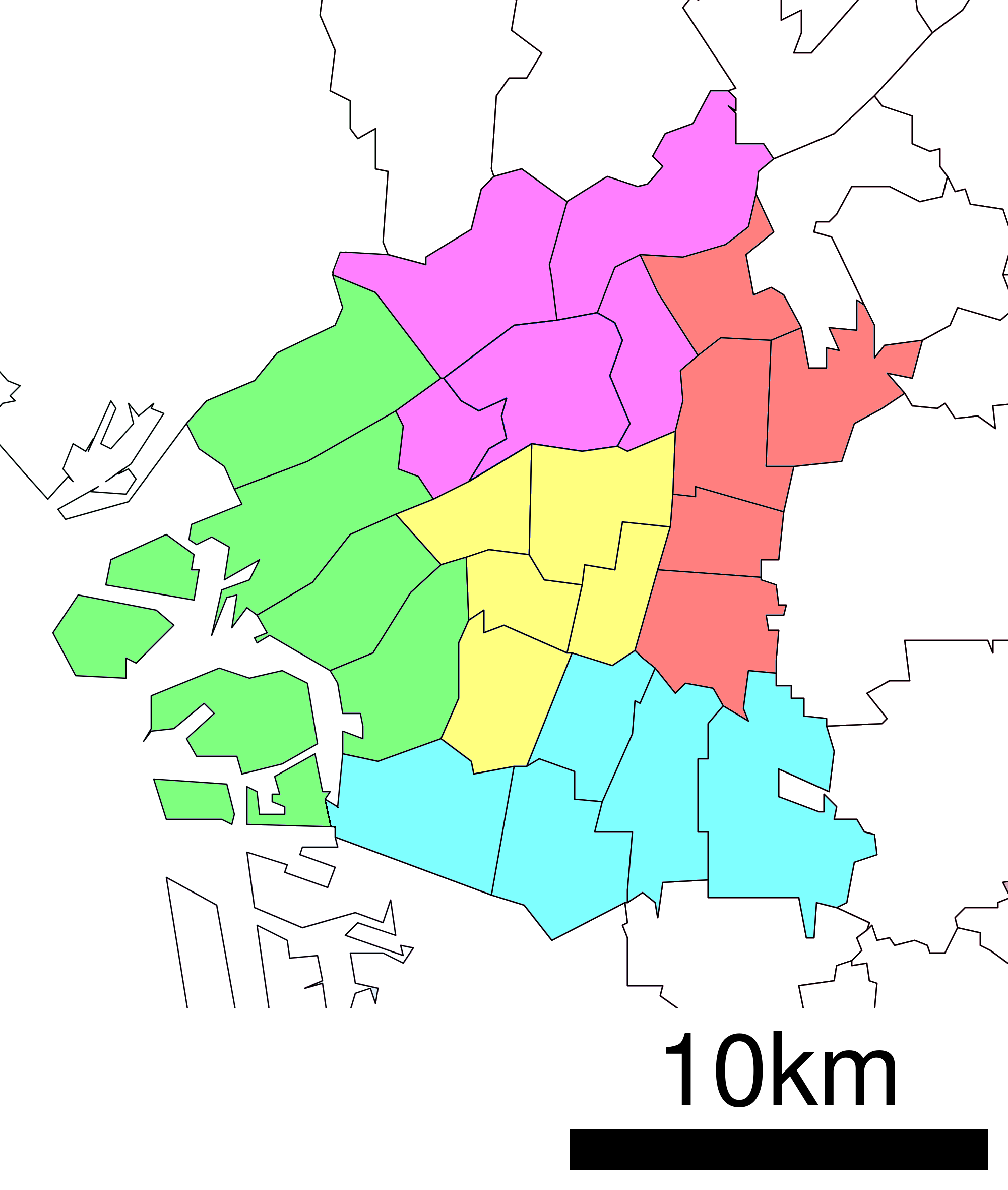
Pla de districtes proposat:
Higashi (東区)
Kita (北区)
Wangan (湾岸区)
Chūō (中央区)
Minami (南区)

### Posició dels partits
- Demanaren el "sí" al referèndum: PRO (Ishin)[2]
- Demanaren el "no" al referèndum: PLD, Kōmeitō, PD, PCJ, PSD

Tot i el suport parlamentari dels demo-budistes al PRO tant a l'assemblea prefectural com al consell municipal, els demo-budistes només es mostraren a favor de que es poguera convocar el referèndum, però anunciaren que demanarien el "no" al seu electorat.

### Campanya electoral
La campanya electoral va començar el 27 d'abril de 2015 i es va permetre fins al dia del referèndum, el 17 de maig de 2015.
- Comissió electoral: "Decideix tú mateix sobre la teua ciutat, no deixes de fer-ho." (自分のまちのことやから、自分で決めなアカン。, Jibun no machi no koto yakara, jibun de kimena akan.)[4]
- A favor: "Canvia Osaka! 5.17" (CHANGE OSAKA! 5.17)[5]
- En contra: "Nosaltres diem NO! 5.17 Osaka" (We Say NO! 5.17 Osaka)[6]

## Resultats

### Generals
| Referèndum sobre el projecte de metròpolis d'Osaka de 2015 | Referèndum sobre el projecte de metròpolis d'Osaka de 2015 | Referèndum sobre el projecte de metròpolis d'Osaka de 2015 | Referèndum sobre el projecte de metròpolis d'Osaka de 2015 | Referèndum sobre el projecte de metròpolis d'Osaka de 2015 |
| Opcions de vot                                             | Opcions de vot                                             | Vots                                                       | Percentatge                                                |                                                            |
| ---------------------------------------------------------- | ---------------------------------------------------------- | ---------------------------------------------------------- | ---------------------------------------------------------- | ---------------------------------------------------------- |
| No                                                         | No                                                         | 705.585                                                    | 50,38%                                                     |                                                            |
| Sí                                                         | Sí                                                         | 694.844                                                    | 49,62%                                                     |                                                            |
| Blanc                                                      | Blanc                                                      | ND                                                         | ND                                                         |                                                            |
| Vots vàlids                                                | Vots vàlids                                                | 1.400.429                                                  | 99,60%                                                     |                                                            |
| Vots invàlids                                              | Vots invàlids                                              | 5.655                                                      | 0,40%                                                      |                                                            |
| Vots totals                                                | Vots totals                                                | 1.406.084                                                  | 100%                                                       |                                                            |
| Participació                                               | Participació                                               | 66,83%                                                     | 66,83%                                                     |                                                            |
| Electors                                                   | Electors                                                   | 2.104.076                                                  | 2.104.076                                                  |                                                            |
| Fonts:                                                     |                                                            |                                                            |                                                            |                                                            |

### Per districte
| Districte         | Vots Sí | Sí (%) | Vots No | No (%) | Vots vàlids | Vots invàlids | Vots totals | Cens    | Participació (%) |
| ----------------- | ------- | ------ | ------- | ------ | ----------- | ------------- | ----------- | ------- | ---------------- |
| Kita              | 36.019  | 59%    | 25.001  | 41%    | 61.020      | 228           | 61.248      | 94.128  | 65,1%            |
| Miyakojima        | 30.135  | 53%    | 26.671  | 47%    | 56.806      | 205           | 57.011      | 82.237  | 69,3%            |
| Fukushima         | 21.586  | 55,6%  | 17.267  | 44,4%  | 38.853      | 131           | 38.984      | 56.798  | 68,6%            |
| Konohana          | 17.597  | 48,3%  | 18.872  | 51,7%  | 36.469      | 137           | 36.606      | 54.470  | 67,2%            |
| Chūō              | 24.336  | 54,1%  | 20.657  | 45,9%  | 44.993      | 164           | 45.157      | 71.819  | 62,9%            |
| Nishi             | 26.094  | 57,7%  | 19.160  | 42,3%  | 45.254      | 162           | 45.416      | 70.287  | 64,6%            |
| Minato            | 21.410  | 47,8%  | 23.351  | 52,2%  | 44.761      | 172           | 44.933      | 66.673  | 67,4%            |
| Taishō            | 16.646  | 44,0%  | 21.211  | 56,0%  | 37.857      | 131           | 37.988      | 55.159  | 68,9%            |
| Tennōji           | 18.327  | 46,8%  | 20.815  | 53,2%  | 39.142      | 174           | 39.316      | 54.774  | 71,8%            |
| Naniwa            | 13.563  | 52,7%  | 12.189  | 47,3%  | 25.752      | 98            | 25.850      | 48.936  | 52,8%            |
| Nishi-Yodogawa    | 23.670  | 45,5%  | 28.337  | 54,5%  | 52.007      | 179           | 52.186      | 75.827  | 68,8%            |
| Yodogawa          | 48.566  | 55,5%  | 38.903  | 44,5%  | 87.469      | 379           | 87.848      | 138.515 | 63,4%            |
| Higashi-Yodogawa  | 43.388  | 51,2%  | 41.340  | 48,8%  | 84.728      | 336           | 85.064      | 136.353 | 62,4%            |
| Higashinari       | 20.689  | 50,0%  | 20.667  | 50,0%  | 41.356      | 194           | 41.550      | 61.085  | 68,0%            |
| Ikuno             | 25.396  | 46,5%  | 29.190  | 53,5%  | 54.586      | 236           | 54.822      | 83.886  | 65,4%            |
| Asahi             | 23.145  | 45,2%  | 28.048  | 54,8%  | 51.193      | 209           | 51.402      | 74.371  | 69,1%            |
| Jōtō              | 46.728  | 50,5%  | 45.784  | 49,5%  | 92.512      | 338           | 92.850      | 132.091 | 70,3%            |
| Tsurumi           | 29.859  | 50,1%  | 29.752  | 49,9%  | 59.611      | 222           | 59.833      | 85.852  | 69,7%            |
| Abeno             | 30.434  | 48,4%  | 32.446  | 51,6%  | 62.880      | 254           | 63.134      | 85.354  | 74,0%            |
| Suminoe           | 33.184  | 47,4%  | 36.880  | 52,6%  | 70.064      | 250           | 70.314      | 100.867 | 69,7%            |
| Sumiyoshi         | 38.623  | 45,7%  | 45.950  | 54,3%  | 84.573      | 373           | 84.946      | 123.549 | 68,8%            |
| Higashi-Sumiyoshi | 34.079  | 47,7%  | 37.322  | 52,3%  | 71.401      | 363           | 71.764      | 105.456 | 68,1%            |
| Hirano            | 46.072  | 44,7%  | 56.959  | 55,3%  | 103.031     | 487           | 103.518     | 155.527 | 66,6%            |
| Nishinari         | 25.298  | 46,8%  | 28.813  | 53,2%  | 54.111      | 233           | 54.344      | 90.062  | 60,3%            |

## Conseqüències
En conèixer els resultats del referèndum, l'ex-governador i llavors alcalde d'osaka i lider del PRO, Tôru Hashimoto va anunciar la seua retirada de la política coincidint amb la fi del seu mandat al desembre de 2015. A finals de 2019, després que el PRO tornara a revalidar la seua majoria prefectural i municipal a les eleccions locals del mateix any